# Monticello (Indiana)
Monticello és una població dels Estats Units a l'estat d'Indiana. Segons el cens del 2000 tenia 5.723 habitants.

## Demografia
Segons el cens del 2000, Monticello tenia 5.723 habitants, 2.268 habitatges, i 1.417 famílies. La densitat de població era de 792 habitants/km².
Dels 2.268 habitatges en un 29,1% hi vivien nens de menys de 18 anys, en un 48,2% hi vivien parelles casades, en un 10,7% dones solteres, i en un 37,5% no eren unitats familiars. En el 32,2% dels habitatges hi vivien persones soles el 16,5% de les quals corresponia a persones de 65 anys o més que vivien soles. El nombre mitjà de persones vivint en cada habitatge era de 2,4 i el nombre mitjà de persones que vivien en cada família era de 3,04.
Per edats la població es repartia de la següent manera: un 24,3% tenia menys de 18 anys, un 9,3% entre 18 i 24, un 26,4% entre 25 i 44, un 21,1% de 45 a 60 i un 18,9% 65 anys o més.
L'edat mediana era de 38 anys. Per cada 100 dones de 18 o més anys hi havia 83,5 homes.
La renda mediana per habitatge era de 35.537$ i la renda mediana per família de 42.831$. Els homes tenien una renda mediana de 30.478$ mentre que les dones 19.511$. La renda per capita de la població era de 17.066$. Entorn del 4,8% de les famílies i el 8,1% de la població estaven per davall del llindar de pobresa.

## Poblacions més properes
El següent diagrama mostra les poblacions més properes.